# 鈴木N族引擎
鈴木N族引擎是2000年代日本鈴木公司經過美國通用汽車授權製造的往復式汽油引擎，屬於V型六缸、DOHC的結構設計，其原型來自通用High Feature族引擎。

## 概要
1981年美國汽車巨擘通用汽車購入鈴木的股票，雙方開始合作關係；全盛時期時前者甚至持有後者20.4%的股權。為了填補彼此的產品空缺，雙方各提供強項車型給對方換上自家的廠徽標誌。另一方面，鈴木公司未曾開發排氣量3.2L以上的引擎，於是經過通用汽車授權，以其通用High Feature族引擎構成N族引擎。

## N32A型
此具排氣量3,195c.c.的N32A型引擎由澳洲霍頓汽車所開發，姊妹品為愛快羅密歐JTS族引擎。缸徑是89.0mm、衝程85.6mm，壓縮比10.3：1，具備230hp / 6,200rpm的最大馬力、29.5kg·m / 3,500rpm的最大扭力。車型：
1. 2008年-2014年：第三代鈴木Escudo

## N36A型
排氣量3,564c.c.的N36A型引擎源自凱迪拉克CTS同一具動力心臟，缸徑94.0mm、衝程85.6mm，壓縮比10.2：1，可輸出最大馬力252bhp / 6,500rpm、最大扭力243lb-ft / 2,300rpm。車型：
1. 2006年-2009年：第二代鈴木XL-7

## 內部連結
- 鈴木引擎列表

## 外部連結
- （日語）スズキ：N32A型エンジン